# Joana de Évreux
Joana de Évreux (em francês:  Jeanne, em castelhano:  Juana; Évreux, 1310 — Brie-Comte-Robert, 4 de março de 1371) foi rainha consorte de França e Navarra através do seu casamento com Carlos IV de França. Era filha de Luís de Évreux, meio-irmão de Filipe IV de França, e de Margarida de Artois, sendo por isso irmã de Filipe de Évreux, o seu sucessor como consorte do reino de Navarra.

## Biografia
Sendo prima direita de Carlos IV, foi necessária uma dispensa do papa francês João XXII, para se tornar a sua terceira esposa, o que ocorreu em 13 de julho de 1325, em Paris. Foi coroada rainha a 11 de maio de 1326 na Sainte-Chapelle de Paris, tendo nascido deste casamento três filhos.
Amante de obras de arte, o seu livro das horas tornou-se célebre, fazendo atualmente parte da coleção de Os Clautros do Museu Metropolitano de Arte em Nova Iorque, nos Estados Unidos. Encomendado pelo seu esposo como presente, e iluminado por Jean Pucelle entre 1324 e 1328, foi oferecido em 1339 à Basílica de Saint-Denis, juntamente com outros objetos preciosos: duas estátuas da Virgem Maria, o relicário da Sainte-Chapelle, uma estátua de ouro de São João Evangelista e uma coroa real.
A sua mais notável escultura, a Virgem de Joana de Évreux, é uma estatueta de prata dourada, um dos raros testemunhos da ourivesaria parisiense do início do século XIV e um dos primeiros exemplos bem conseguidos de um novo tipo de Virgem com o menino, de carácter pessoal e íntimo.
Joana de Évreux estava grávida quando ocorreu a morte de Carlos IV, a 1 de fevereiro de 1328, por tuberculose. Tal como no caso do irmão deste, Luís X, foi necessário aguardar o nascimento da criança para se saber se era varão e poderia continuar a dinastia capetiana. Entretanto o reino passou para a regência de Filipe de Valois. A 1 de abril, ao nascer outra filha, que não podia reinar devido à lei sálica, o regente assumiu o trono francês, passando o trono de Navarra para Joana II de Navarra e Filipe de Évreux seu consorte e irmão de Joana de Évreux. Acabava assim a dinastia capetiana direta.

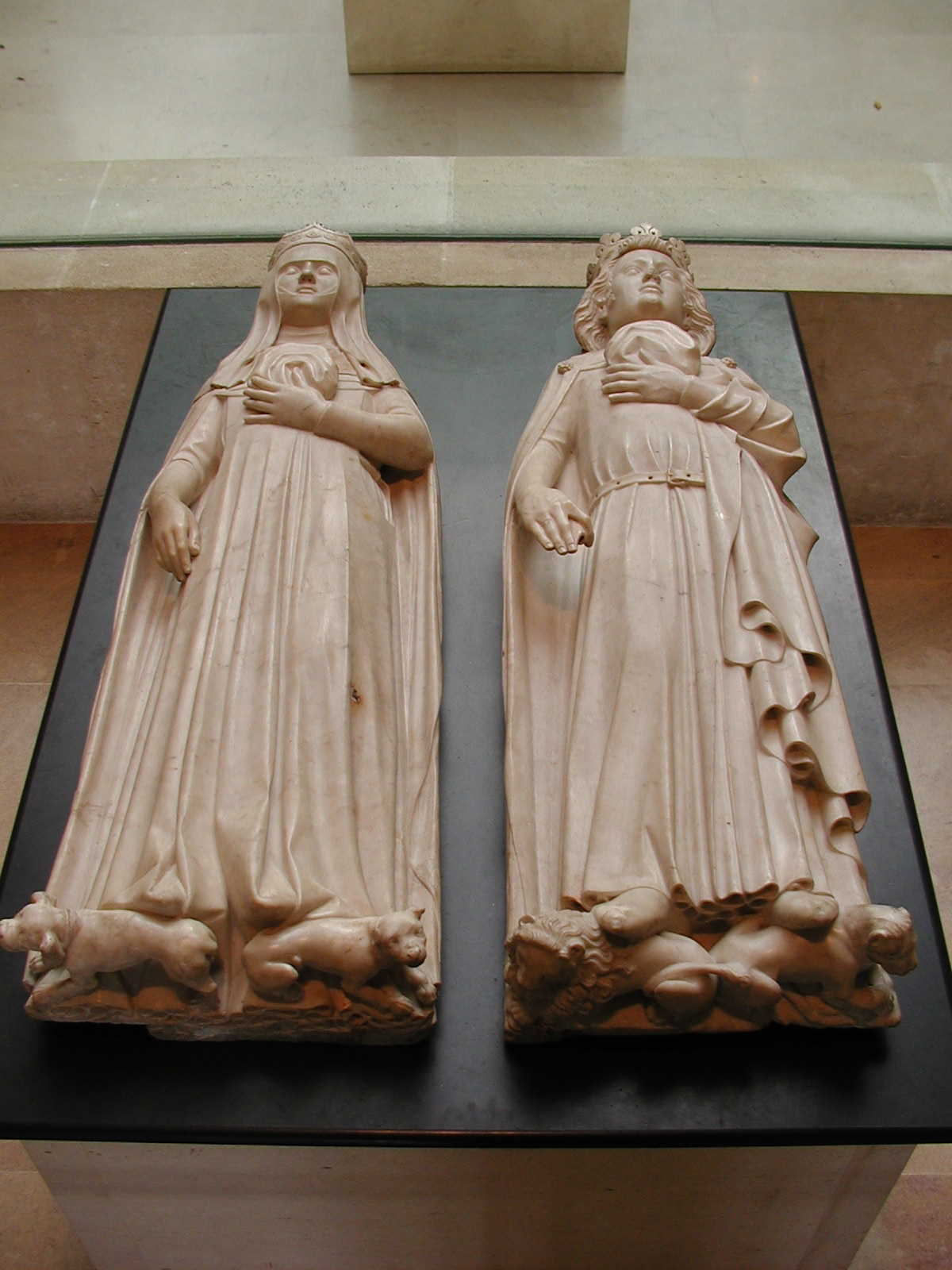
Efígies de Joana de Évreux e Carlos IV de França no Museu do Louvre.

Tornou-se senhora de Brie-Comte-Robert, onde faleceu, no seu castelo, a 4 de março de 1371. Foi sepultada ao lado do seu esposo na basílica de Saint-Denis, tendo sido uma das primeiras personalidades a encomendar em vida a efígie do seu futuro túmulo.

## Descendência
- Joana de França (antes de 11 de maio de 1326 - antes de 16 de janeiro de 1327)
- Maria de França (1327 - 6 de outubro de 1341)
- Branca, Duquesa de Orleães (1 de abril de 1328 - 8 de fevereiro de 1393), filha póstuma, condessa de Beaumont, casada em 1345 com Filipe de Valois, Duque d'Orleães, filho de Filipe VI de França.